# Tommy Iva
Tommy Iva (Saint-Malo, 2 giugno 2000) è un calciatore malgascio, attaccante del Quevilly-Rouen e della nazionale malgascia.

## Carriera

### Club
Ha iniziato a giocare a calcio nel Saint-Malo, dove ha per cinque stagioni ha militato in Championnat National 2 (la quarta divisione francese) segnango 8 reti in 77 partite. Nel 2023 è stato acquistato dal Le Puy, altro club della medesima categoria, e l'anno successivo ha firmato un contratto con l'Orléans approdando per la prima volta in carriera in Championnat National (la terza divisione francese).

### Nazionale
Ha debuttato con la nazionale malgascia il 19 marzo 2025 nell'incontro di qualificazione per le qualificazioni al Mondiale 2026 vinto 4-1 contro la Repubblica Centrafricana.

## Statistiche

### Presenze e reti nei club
Statistiche aggiornate al 19 marzo 2025.
| Stagione          | Squadra           | Campionato        | Campionato | Campionato | Coppe nazionali | Coppe nazionali | Coppe nazionali | Coppe continentali | Coppe continentali | Coppe continentali | Altre coppe | Altre coppe | Altre coppe | Totale | Totale | Totale |
| Stagione          | Squadra           | Comp              | Pres       | Reti       | Comp            | Pres            | Reti            | Comp               | Pres               | Reti               | Comp        | Pres        | Reti        | Pres   | Reti   |        |
| ----------------- | ----------------- | ----------------- | ---------- | ---------- | --------------- | --------------- | --------------- | ------------------ | ------------------ | ------------------ | ----------- | ----------- | ----------- | ------ | ------ | ------ |
| 2018-2019         | Saint-Malo        | N2                | 5          | 0          | CF              | 0               | 0               | -                  | -                  | -                  | -           | -           | -           | 5      | 0      |        |
| 2019-2020         | Saint-Malo        | N2                | 12         | 2          | CF              | 0               | 0               | -                  | -                  | -                  | -           | -           | -           | 12     | 2      |        |
| 2020-2021         | Saint-Malo        | N2                | 7          | 0          | CF              | 2               | 1               | -                  | -                  | -                  | -           | -           | -           | 9      | 1      |        |
| 2021-2022         | Saint-Malo        | N2                | 25         | 1          | CF              | 1               | 1               | -                  | -                  | -                  | -           | -           | -           | 26     | 2      |        |
| 2022-2023         | Saint-Malo        | N2                | 25         | 3          | CF              | 0               | 0               | -                  | -                  | -                  | -           | -           | -           | 25     | 3      |        |
| Totale Saint-Malo | Totale Saint-Malo | Totale Saint-Malo | 74         | 6          |                 | 3               | 2               |                    | -                  | -                  |             | -           | -           | 77     | 8      |        |
| 2023-2024         | Le Puy            | N2                | 17         | 4          | CF              | 6               | 0               | -                  | -                  | -                  | -           | -           | -           | 23     | 4      |        |
| 2024-2025         | Orléans 2         | N3                | 5          | 0          | -               | -               | -               | -                  | -                  | -                  | -           | -           | -           | 5      | 0      |        |
| 2024-2025         | Orléans           | N                 | 12         | 1          | CF              | 1               | 0               | -                  | -                  | -                  | -           | -           | -           | 13     | 1      |        |
| Totale carriera   | Totale carriera   | Totale carriera   | 108        | 11         |                 | 10              | 2               |                    | -                  | -                  |             | -           | -           | 118    | 13     |        |

### Cronologia presenze e reti in nazionale
| Cronologia completa delle presenze e delle reti in nazionale ― Madagascar | Cronologia completa delle presenze e delle reti in nazionale ― Madagascar | Cronologia completa delle presenze e delle reti in nazionale ― Madagascar | Cronologia completa delle presenze e delle reti in nazionale ― Madagascar | Cronologia completa delle presenze e delle reti in nazionale ― Madagascar | Cronologia completa delle presenze e delle reti in nazionale ― Madagascar | Cronologia completa delle presenze e delle reti in nazionale ― Madagascar | Cronologia completa delle presenze e delle reti in nazionale ― Madagascar |
| Data                                                                      | Città                                                                     | In casa                                                                   | Risultato                                                                 | Ospiti                                                                    | Competizione                                                              | Reti                                                                      | Note                                                                      |
| ------------------------------------------------------------------------- | ------------------------------------------------------------------------- | ------------------------------------------------------------------------- | ------------------------------------------------------------------------- | ------------------------------------------------------------------------- | ------------------------------------------------------------------------- | ------------------------------------------------------------------------- | ------------------------------------------------------------------------- |
| 19-3-2025                                                                 | Casablanca                                                                | Rep. Centrafricana                                                        | 1 – 4                                                                     | Madagascar                                                                | Qual. Mondiali 2026                                                       | -                                                                         | 66’                                                                       |
| Totale                                                                    |                                                                           | Presenze                                                                  | 1                                                                         |                                                                           | Reti                                                                      | 0                                                                         |                                                                           |